# Alte Münte Diepholz
Die Alte Münte in Diepholz, Lange Straße 33, im Müntepark neben dem Schloss, stammt vom 17. Jahrhundert.
 Aktuell (2023) wird es von der Kreismusikschule und als Jugend- und Studententreffs mit dem Café Freiraum genutzt.
Das Gebäude steht unter Denkmalschutz (siehe auch Liste der Baudenkmale in Diepholz).

## Geschichte

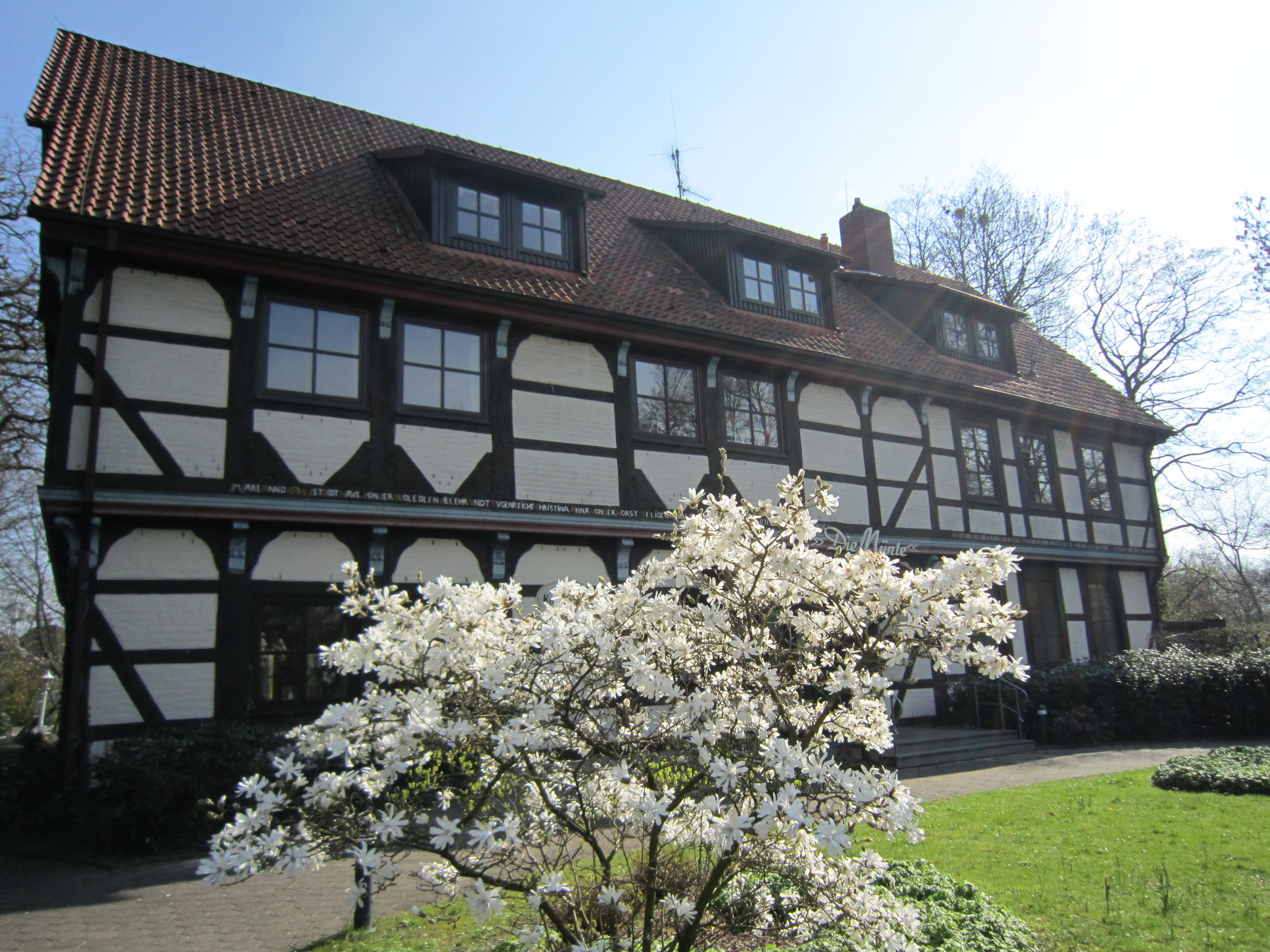
Münte

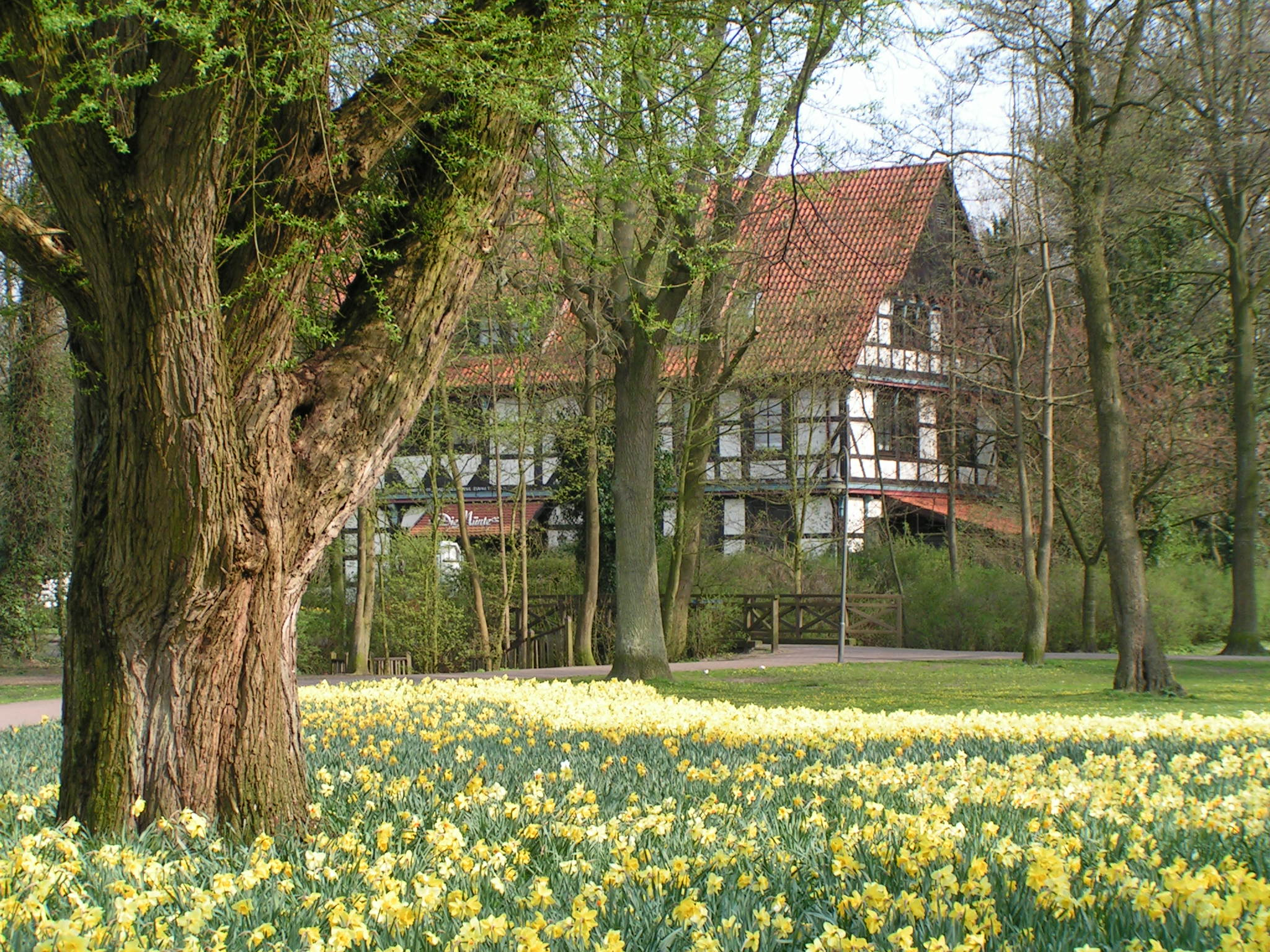
Müntepark

Die Münte war die ehemalige Münzstätte der Edelherren und später Grafen von Diepholz. Hier wurden Münzen geprägt mit dem Wappen von Diepholz, dem Namen der Grafen sowie mit der Bezeichnung MONETA DEPHOLT oder MONETA WESTER (eine Nebenmünzstätte in Wester-Drebber, dem heutigen Mariendrebber). Die Prägung begann im ersten Drittel des 14. Jahrhunderts mit Hohlpfennigen, dann ab Mitte des 14. Jahrhunderts Sware und ab um 1490 bis um 1530 nachgeahmten Münzen aus Sachsen, Böhmen und der Witte des Wendischen Münzvereins

Ungesichert ist, ob ihr erster Standort auch der Ort der heutigen Münte war.
Das zweigeschossige giebelständige Gebäude in Fachwerk mit verschlämmten Ziegelausfachungen und Stockbauweise mit Satteldach, auskragenden Ober- und Dachgeschossen auf profilierten Knaggen und Rähmbalken, stammt von 1635 (Inschrift) und war ein Adelshof.

Später diente es als Amtshaus. Eine Sanierung erfolgte 1979 mit der Nutzung als Standort Diepholz der Kreismusikschule und als Jugendtreff mit Café.
Das Landesdenkmalamt befand: „… geschichtliche Bedeutung …“